# Kanton Le Grand-Lucé
Kanton Grand-Lucé is een voormalig kanton van het Franse departement Sarthe. Kanton Grand-Lucé maakte deel uit van het arrondissement La Flèche en telde 5263 inwoners (1999). Het werd opgeheven bij decreet van 24 februari 2014 met uitwerking op 22 maart 2015. Alle gemeenten werden toegevoegd aan het kanton Château-du-Loir.

## Gemeenten
Het kanton Le Grand-Lucé omvatte de volgende gemeenten:
- Courdemanche
- Le Grand-Lucé (hoofdplaats)
- Montreuil-le-Henri
- Pruillé-l'Éguillé
- Saint-Georges-de-la-Couée
- Saint-Pierre-du-Lorouër
- Saint-Vincent-du-Lorouër
- Villaines-sous-Lucé